# ケツノポリス4
『ケツノポリス4』（ケツノポリス・フォー）は、ケツメイシ4作目のアルバム。2005年6月29日に発売。

## 内容
1年9か月ぶりの本作のジャケットカラーは緑。TV-CMはキューサイの広告を模したもので、八名信夫が「まずい、もう1枚!」とカメラにアルバムを差し出すもの。初回プレス盤にはステッカー封入。八名のステッカーも含まれている。

## チャート推移
オリコンアルバム週間チャートは3週連続１位を獲得。男性グループのオリジナル・アルバムではB'z『The 7th Blues』以来11年ぶりの快挙。
初動売上は約95万枚を記録。2006年にダブルミリオンを達成、2005年度の第47回日本レコード大賞のベストアルバム賞にも選ばれた。

## 収録曲
| 全作詞・作曲: ケツメイシ、全編曲: ケツメイシ、YANAGIMAN、NAOKI-T。 |                      |            |            |      |
| #                                                                  | タイトル             | 作詞       | 作曲・編曲 | 時間 |
| 1.                                                                 | 「ドライブ」         | ケツメイシ | ケツメイシ | 6:18 |
| 2.                                                                 | 「歩いてく」         | ケツメイシ | ケツメイシ | 5:20 |
| 3.                                                                 | 「さくら」           | ケツメイシ | ケツメイシ | 5:16 |
| 4.                                                                 | 「そばにいて」       | ケツメイシ | ケツメイシ | 7:04 |
| 5.                                                                 | 「上がる」           | ケツメイシ | ケツメイシ | 5:05 |
| 6.                                                                 | 「朝日」             | ケツメイシ | ケツメイシ | 6:02 |
| 7.                                                                 | 「No Lady No Life」  | ケツメイシ | ケツメイシ | 5:04 |
| 8.                                                                 | 「君にBUMP」         | ケツメイシ | ケツメイシ | 6:13 |
| 9.                                                                 | 「ケツメンサンバ」   | ケツメイシ | ケツメイシ | 4:58 |
| 10.                                                                | 「三十路ボンバイエ」 | ケツメイシ | ケツメイシ | 3:48 |
| 11.                                                                | 「涙」               | ケツメイシ | ケツメイシ | 6:23 |
| 12.                                                                | 「東京」             | ケツメイシ | ケツメイシ | 6:18 |
| 13.                                                                | 「願い」             | ケツメイシ | ケツメイシ | 7:42 |
| 14.                                                                | 「アウトロ」(inst.)  | ケツメイシ | ケツメイシ | 1:24 |
| 合計時間:                                                          | 合計時間:            | 76:55      |            |      |

### 解説
1. ドライブ
 『ケツの嵐〜夏BEST〜』にも収録。
2. 歩いてく
3. さくら
11thシングル。
4. そばにいて
10thシングル「君にBUMP」カップリング。
5. 上がる
6. 朝日
7. No Lady No Life
女性讃歌的な曲を作ろうという話から制作された楽曲。当初のタイトルは「ほめ殺し」であった[2]。『ケツの嵐〜冬BEST〜』にも収録。
8. 君にBUMP
10thシングル
9. ケツメンサンバ
11thシングル「さくら」カップリング。
10. 三十路ボンバイエ
『ケツの嵐〜春BEST〜』にも収録。
11. 涙
9thシングル。
12. 東京
アルバムで最後にできた楽曲[3]。『ケツの嵐〜秋BEST〜』にも収録。
13. 願い
14. アウトロ (inst.)

## 演奏
- RYOJI：三線 (#13)
- DJ KOHNO：Scratch (#3.6.7.8.10)
- KYON：Piano (#6.11.13)
- 泰輝：Piano & Keyboards (#3.4)
- 奥田健治：Acoustic Guitar, Electric Guitar, Gut Guitar (#1.2.5.7-11.13)
- 田中義人：Electric Guitar (#1.12)
- GENTA：Percussion (#1.4.6.8.9)
- 竹上良成：Saxophone (#8.9)
- 小林太：Trumpet (#8.9)
- 霜田裕司：Trombone (#8)
- 宮内岳太郎：Trombone (#9)
- Melodie Sexton, Marc Sexton：Chorus (#8)
- Tiara：Chorus (#1.3.4.6.9)
- Shanti：Chorus (#4)
- ネスミス：Chorus (#7)
- 戸苅朋勇：Chorus (#1.7)
- 弦一徹カルテット：Strings (#3.11)
- 弦一徹ストリングス：Strings (#4)
- クラッシャー木村ストリングス：Strings (#13)
- YANAGIMAN：Electric Bass (#2.5.9.10.12)
- NAOKI-T：Acoustic Guitar, Electric Guitar (#8.10.12.13)
- のりっぺ：Strings Arrangement (#3.4.11)
- 弦一徹：Strings Arrangement (#13)